# Dilobopterus decoratus
Dilobopterus decoratus är en insektsart som beskrevs av Victor Antoine Signoret 1850. Dilobopterus decoratus ingår i släktet Dilobopterus och familjen dvärgstritar. Inga underarter finns listade i Catalogue of Life.